# پونته‌ودرا
پونتودرا (به اسپانیایی: Pontevedra) شهری در کشور آرژانتین، استان بوئنوس آیرس است که در سال ۲۰۰۹ میلادی، حدود ۳۳۵۱۵ نفر جمعیت داشته است.